# Сухі ліси внутрішніх районів Юкону
Сухі ліси внутрішніх районів Юкону (ідентифікатор WWF: NA0617) — неарктичний екорегіон тайги, розташований на заході Канади.

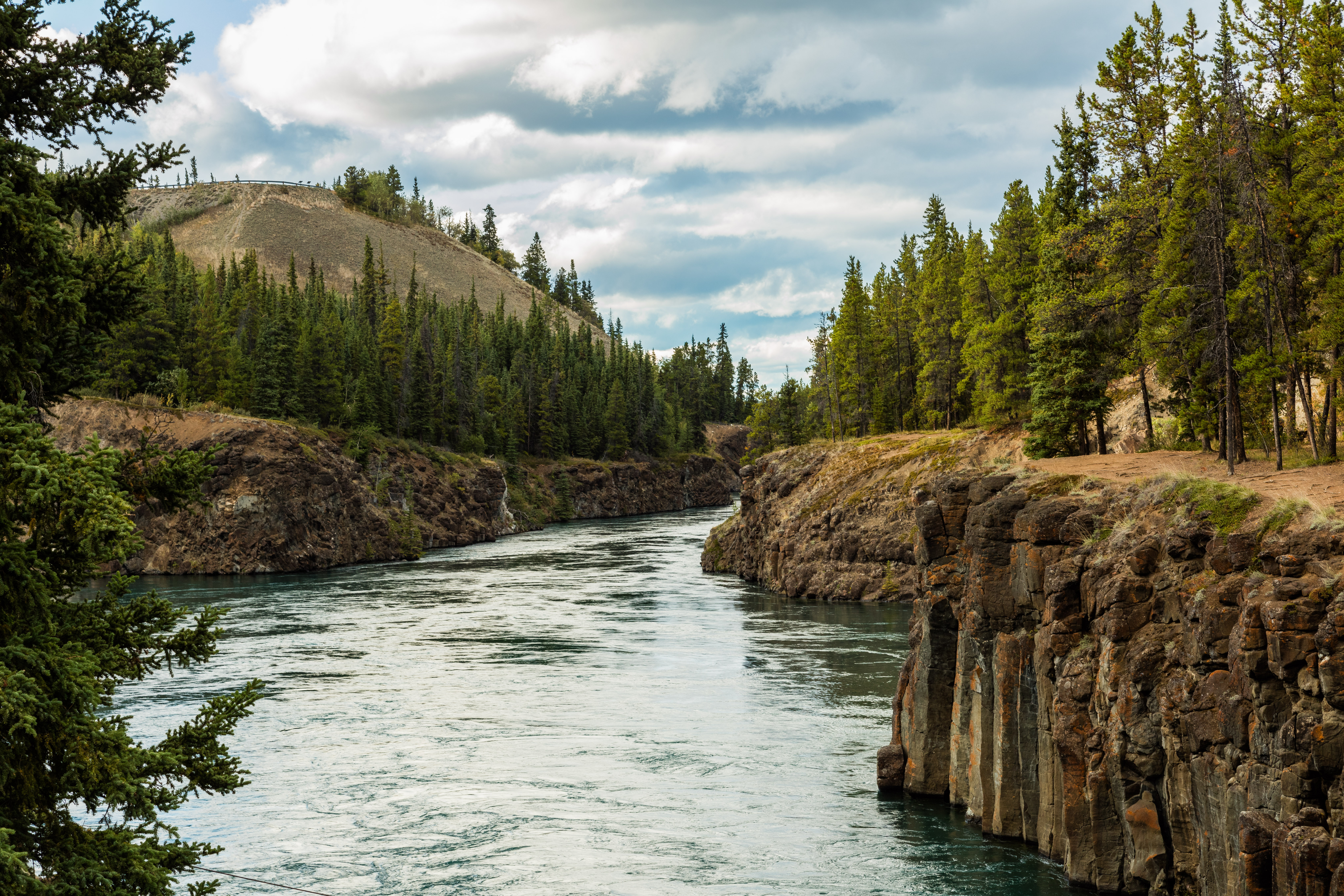
Річка Юкон в районі каньйону Базальти каньйону Мілес

## Географія
Екорегіон сухих лісів внутрішніх районів Юкону охоплює більшу частину південного Юкону та невелику частину північно-західної Британської Колумбії. Основу регіону складає Юконське плато — височина, по якій розкидані численні пагорби, розділені глибокими долинами та озерами, такими як Теслін та Лаберж. Середня висота екорегіону перевищує 1000 м над рівнем моря. На території екорегіону зосереджена більшість населення Юкону. Тут розташоване місто Вайтгорс, столиця Юкону, населення якого становить близько 23 200 осіб.
На півночі і заході екорегіон переходить у альпійську тундру внутрішніх районів Аляски та Юкону, а на півдні і сході — у ліси Північних Кордильєр.

## Клімат
В межах екорегіону переважає субарктичний клімат (Dfc або Dsc за класифікацією кліматів Кеппена), який характеризується коротким теплим літом та довгою холодною зимою. Середньорічна температура в екорегіоні становить близько -3 °C, середня літня температура становить 11 °C, а середня зимова температура коливається від -15,5 °C до -19 °C. Середньорічна кількість опадів в регіоні коливається від 225 до 400 мм. Південна частина регіону лежить у дощовій тіні гір Святого Іллі, натомість на більших висотах над рівнем моря та на південному сході регіону опадів випадає більше. Подекуди в екорегіоні трапляється багаторічна мерзлота.

## Флора
Основними рослинними угрупованнями екорегіону є ялинові ліси, в яких переважають сизі ялини (Picea glauca) та чорні ялини (Picea mariana). На сухих ділянках та на місцях нещодавніх пожеж зустрічаються насадження скрученої сосни (Pinus contorta subsp. latifolia). Через відносно посушливий клімат в регіоні часто трапляються пожежі, тому відносно молоді сукцесійні насадження є більш поширеними, ніж старі ліси.
На південних схилах пагорбів на низьких висотах поширені луки. Вони є одними з найпівнічніших луків у Північній Америці, і їхнє сусідство з тайгою, яке спостерігається в цьому екорегіоні, є унікальним. У субальпійській зоні, нижче верхньої межі лісу, поширені рідколісся субальпійські ялиці (Abies lasiocarpa) та кущі карликової берези (Betula spp.) і верби (Salix spp.). У більш холодних альпійських районах спостерігається розріджений рослинний покрив, основу якого складають гірські дріяди (Dryas octopetala), карликові чагарники, різнотрав'я та лишайники.

## Фауна
Серед поширених в екорегіоні ссавців слід відзначити гризлі (Ursus arctos horribilis), барибала (Ursus americanus), західного лося (Alces alces andersoni), карибу (Rangifer tarandus), лісового бізона (Bison bison athabascae), канадського вовка (Canis lupus occidentalis), койота (Canis latrans), звичайну лисицю (Vulpes vulpes), канадську рись (Lynx canadensis), звичайну росомаху (Gulo gulo), американську куницю (Martes americana), американського горностая (Mustela richardsonii), американського зайця (Lepus americanus), північну літягу (Glaucomys sabrinus), червону вивірку (Tamiasciurus hudsonicus) та канадського голкошерста (Erethizon dorsatum). На берегах річок поширені канадські бобри (Castor canadensis), канадські видри (Lontra canadensis), річкові візони (Neogale vison) та болотяні ондатри (Ondatra zibethicus). В горах регіону зустрічаються барани Далла (Ovis dalli) та снігові кози (Oreamnos americanus), а на луках — арктичні ховрахи (Urocitellus parryii).
Серед поширених в екорегіоні птахів слід відзначити білу куріпку (Lagopus lagopus), канадську дикушу (Canachites canadensis), американського орябка (Bonasa umbellus), беркута (Aquila chrysaetos), віргінського пугача (Bubo virginianus), північного дятла (Picoides arcticus), звичайного крука (Corvus corax), канадську кукшу (Perisoreus canadensis), канадського повзика (Sitta canadensis), білокрилого шишкаря (Loxia leucoptera), тайгового смеречника (Pinicola enucleator) та вохристу пасовку (Melospiza lincolnii).

## Збереження
Близько 2,4 % площі екорегіону є заповідними територіями. Загалом близько 74 % території екорегіону є відносно незайманими. Природоохоронні території включають Екологічний заповідник Чарлі Коул-Крік та Національний фауністичний заповідник дельти Нісутліну.